# Canton de Troyes-2
Le canton de Troyes-2 est une circonscription électorale française située dans le département de l'Aube et la région Grand Est.
À la suite du redécoupage cantonal de 2014, les limites territoriales du canton sont remaniées.

## Histoire
Le canton de Troyes-2 a été créé en 1801. Il a été restructuré en 1973.
Un nouveau découpage territorial de l'Aube (département) entre en vigueur à l'occasion des élections départementales de mars 2015, défini par le décret du 21 février 2014, en application des lois du 17 mai 2013 (loi organique 2013-402 et loi 2013-403). Les conseillers départementaux sont, à compter de ces élections, élus au scrutin majoritaire binominal mixte. Les électeurs de chaque canton élisent au Conseil départemental, nouvelle appellation du Conseil général, deux membres de sexe différent, qui se présentent en binôme de candidats. Les conseillers départementaux sont élus pour six ans au scrutin binominal majoritaire à deux tours, l'accès au second tour nécessitant 12,5 % des inscrits au premier tour. En outre la totalité des conseillers départementaux est renouvelée. Ce nouveau mode de scrutin nécessite un redécoupage des cantons dont le nombre est divisé par deux avec arrondi à l'unité impaire supérieure si ce nombre n'est pas entier impair, assorti de conditions de seuils minimaux. Dans l'Aube, le nombre de cantons passe ainsi de 33 à 17.
Le canton est entièrement inclus dans l'arrondissement de Troyes. Le bureau centralisateur est situé à Troyes.

## Géographie
Ce canton est organisé autour de Troyes dans l'arrondissement de Troyes. 

## Représentation

### Conseillers d'arrondissement (de 1833 à 1940)
| Période                                  | Période      | Identité                                  | Étiquette          | Qualité |
| ---------------------------------------- | ------------ | ----------------------------------------- | ------------------ | --- |
| 1833                                     | 1839         | Antoine-Henri-François Corrard de Bréban, |                    | Juge puis Président du Tribunal civil de Troyes                                                             |
| 1839                                     | 1848         | Amédée Gayot                              | Modéré             | Avocat à Troyes, député (1848-1849 et 1871-1876), Sénateur (1876-1880)                                      |
|                                          |              |                                           |                    | |
| 1871                                     | 1904 (décès) | Emanuel Buxtorf (1823-1904)               |                    | Ingénieur-mécanicien à Troyes                                                                               |
| 1904                                     | 1910         | Pierre Gérard-Cadet                       |                    | Maire de Barberey                                                                                           |
| 1910                                     | 1928 (décès) | Cyrille Declaude                          |                    | Vétérinaire à Troyes, ancien conseiller municipal d'Estissac                                                |
| 1928                                     | 1940         | Alcide Carrat                             | Cartel des droites | Maire de Montgueux                                                                                          |
| 1940                                     |              |                                           |                    | Les conseils d'arrondissement ont été suspendus par la loi du 12 octobre 1940 et n'ont jamais été réactivés |
| Les données manquantes sont à compléter. |              |                                           |                    | |

### Conseillers généraux de 1833 à 1973
| Période | Période      | Identité                                              | Étiquette            | Qualité                                                                                                 |
| ------- | ------------ | ----------------------------------------------------- | -------------------- | --- |
| 1833    | 1836 (décès) | Jacques Armand Corps de Mauroy (1770-1836)            |                      | Président du Tribunal civil de Troyes, propriétaire rue du Bourg-Neuf                                   |
| 1836    | 1848         | Étienne Vauthier                                      |                      | Maire de Troyes (1835-1837 et 1840-1848)                                                                |
| 1848    | 1855 (décès) | Nicolas Jean Julien Gréau-Berthier "Aîné" (1780-1855) |                      | Polytechnicien, officier d'artillerie Manufacturier à Troyes                                            |
| 1855    | 1861         | Antoine-Henri-François Corrard de Bréban,             |                      | Président du Tribunal civil de Troyes                                                                   |
| 1861    | 1875 (décès) | Louis Parigot                                         | Centre droit         | Notaire Maire de Troyes (1852-1859) Député (1871-1875)                                                  |
| 1875    | 1895 (décès) | Henri Fréminet                                        | Républicain modéré   | Avocat à Paris Député (1876-1881)                                                                       |
| 1895    | 1925         | Louis Mony                                            | Rad.                 | Architecte Maire de Troyes (1886-1890, 1896-1900 et 1904-1908) Président du Conseil Général (1914-1925) |
| 1925    | 1940         | Raymond Armbruster                                    | Soc.ind.             | Médecin Sénateur (1927-1945) Nommé conseiller départemental en 1943                                     |
|         |              |                                                       |                      | |
| 1945    | 1951         | Gabriel Thierry                                       | SFIO                 | Employé des chemins de fer Président du Conseil Général (1945-1949)                                     |
| 1951    | 1964         | Jean Durlot                                           | RPF puis RS puis UNR | Courtier en vins Député (1962-1967)                                                                     |
| 1964    | 1972 (décès) | Gabriel Thierry                                       | SFIO puis PS         | Maire de Sainte-Savine                                                                                  |
| 1972    | 1973         | Paul Steffann                                         | PS                   | Maire de Sainte-Savine (1971-1975) Elu en 1973 dans le Canton de Sainte-Savine                          |

### Conseillers généraux de 1973 à 2015
| Période | Période      | Identité        | Étiquette             | Qualité                                                                                          |
| ------- | ------------ | --------------- | --------------------- | ------------------------------------------------------------------------------------------------ |
| 1973    | 1992         | Robert Royer    | RPR                   | Professeur - Maire de Pont-Sainte-Marie                                                          |
| 1992    | 2010 (décès) | Claude Bertrand | DVD puis RPR puis UMP | Maire de Creney-près-Troyes jusqu'en 2001 Suppléant du député Pierre Micaux                      |
| 2010    | 2015         | Jacky Raguin    | DVD puis UMP          | Chef d'entreprise Maire de Creney-près-Troyes depuis 2001 Elu dans le canton de Troyes-1 en 2015 |

### Représentation après 2015
| Période élective | Période élective | Mandat | Mandat   | Identité         | Nuance | Nuance | Qualité                                                                            |
| ---------------- | ---------------- | ------ | -------- | ---------------- | ------ | ------ | ---------------------------------------------------------------------------------- |
| 2015             | 2021             | 2015   | 2021     | Valéry Denis     |        | UDI    | Chef d'entreprise Maire adjoint de Troyes Conseiller communautaire du Grand Troyes |
| 2015             | 2021             | 2015   | 2021     | Anne-Marie Zeltz |        | DVD    | Conseillère municipale de Sainte-Savine                                            |
| 2021             | 2028             | 2021   | en cours | Valéry Denis     |        | DVD    | Conseiller sortant                                                                 |
| 2021             | 2028             | 2021   | en cours | Anne-Marie Zeltz |        | DVD    | Directrice de cabinet du maire de Saint-André-les-Vergers Conseillère sortante     |

### Résultats détaillés

#### Élections de mars 2015
À l'issue du premier tour des élections départementales de 2015, deux binômes sont en ballottage : Valéry Denis et Anne-Marie Zeltz (Union de la Droite, 31,89 %) et Anne Brunot et Yves Collin (FN, 30,01 %). Le taux de participation est de 44,17 % (5 993 votants sur 13 567 inscrits) contre 50,14 % au niveau départemental et 50,17 % au niveau national.
Au second tour, Valéry Denis et Anne-Marie Zeltz (Union de la Droite) sont élus avec 64,58 % des suffrages exprimés et un taux de participation de 43,4 % (3 433 voix pour 5 889 votants et 13 568 inscrits).

#### Élections de juin 2021
Le premier tour des élections départementales de 2021 est marqué par un très faible taux de participation (33,26 % au niveau national). Dans le canton de Troyes-2, ce taux de participation est de 26,6 % (3 494 votants sur 13 133 inscrits) contre 32,18 % au niveau départemental. À l'issue de ce premier tour, deux binômes sont en ballottage : Valéry Denis et Anne-Marie Zeltz (DVD, 41,29 %) et Stéphanie Chazelon et David Durlot (Union à gauche, 30,39 %).
Le second tour des élections est marqué une nouvelle fois par une abstention massive équivalente au premier tour. Les taux de participation sont de 34,3 % au niveau national, 32,31 % dans le département et 27,63 % dans le canton de Troyes-2. Valéry Denis et Anne-Marie Zeltz (DVD) sont élus avec 61,69 % des suffrages exprimés (2 029 voix pour 3 619 votants et 13 098 inscrits),,. 

## Composition

### Composition de 1833 à 1973
- Barberey-Saint-Sulpice
- La Chapelle-Saint-Luc
- Macey
- Montgueux
- Les Noës
- Le Pavillon
- Payns
- La Rivière-de-Corps
- Saint-Lyé
- Sainte-Savine
- Torvilliers
- Villeloup
- Troyes (Hôtel de Ville)
- Troyes (Casimir Périer)
- Troyes (Jules Ferry)
- Troyes (Tauxelles)

### Composition de 1973 à 2015

Situation du canton de Troyes-2 dans le département de l'Aube avant 2015.

Le canton de Troyes 2e Canton se composait d'une fraction de la commune de Troyes et de huit autres communes :
- Creney-près-Troyes
- Lavau
- Mergey
- Pont-Sainte-Marie
- Saint-Benoît-sur-Seine
- Sainte-Maure
- Troyes (fraction)
- Vailly
- Villacerf

### Composition à partir de 2015
| Nom                            | Code Insee | Intercommunalité              | Superficie (km2) | Population (dernière pop. légale)               | Densité (hab./km2) | Modifier                                    |
| ------------------------------ | ---------- | ----------------------------- | ---------------- | ----------------------------------------------- | ------------------ | ------------------------------------------- |
| Troyes (bureau centralisateur) | 10387      | CA Troyes Champagne Métropole | 13,20            | Fraction : 7 589 (2022) Commune : 62 443 (2022) | 4 731              | modifier les données · modifier les données |
| Les Noës-près-Troyes           | 10265      | CA Troyes Champagne Métropole | 0,73             | 3 260 (2022)                                    | 4 466              | modifier les données · modifier les données |
| Sainte-Savine                  | 10362      | CA Troyes Champagne Métropole | 7,55             | 10 457 (2022)                                   | 1 385              | modifier les données · modifier les données |
| Canton de Troyes-2             | 1013       |                               |                  | 21 306 (2022)                                   |                    | modifier les données                        |

Le nouveau canton de Troyes-2 comprend :

1. Deux communes entières,
2. La partie de la commune de Troyes située à l'ouest d'une ligne définie par l'axe des voies et limites suivantes : depuis la limite territoriale de la commune de Sainte-Savine, rue des Fossés-Patris, rue Fernand-Giroux, esplanade Lucien-Péchart, rue Coulommière, rue de la Bertauche, rue du Fort-Chevreuse, avenue Pasteur, rue du Lieutenant-Pierre-Murard, rue de la Guérarde, avenue Marguerite-Flavien-Buffard, avenue du Général-Leclerc, jusqu'à la limite territoriale de la commune de La Chapelle-Saint-Luc.

## Démographie

### Démographie avant 2015
| 1962 | 1968 | 1975 | 1982 | 1990   | 1999   | 2006   | 2011   | 2012   |
| ---- | ---- | ---- | ---- | ------ | ------ | ------ | ------ | ------ |
| -    | -    | -    | -    | 16 047 | 16 438 | 16 611 | 17 265 | 17 248 |

### Démographie depuis 2015
En 2022, le canton comptait 21 306 habitants, en évolution de +3,88 % par rapport à 2016 (Aube : +0,7 %, France hors Mayotte : +2,11 %).
| 2013   | 2018   | 2022   |
| ------ | ------ | ------ |
| 20 301 | 20 666 | 21 306 |